# Tour of the Alps 2022
Tour of the Alps 2022 – 45. edycja wyścigu kolarskiego Tour of the Alps, która odbyła się w dniach od 18 do 22 kwietnia 2022 na liczącej ponad 729 kilometrów trasie biegnącej z miejscowości Cles do miasta Lienz. Impreza kategorii 2.Pro była częścią UCI ProSeries 2022.

## Etapy
| Etap | Data   | Start – Meta                      | type     | Dystans (km) | Suma wzniesień (m) | Zwycięzca etapu    | Lider             |
| ---- | ------ | --------------------------------- | -------- | ------------ | ------------------ | ------------------ | ----------------- |
| 1    | 18 kwi | Cles – San Martino di Castrozza   | górzysty | 160,9        | 2950 m             | Geoffrey Bouchard  | Geoffrey Bouchard |
| 2    | 19 kwi | San Martino di Castrozza – Lana   | górski   | 154,1        | 3200 m             | Pello Bilbao       | Pello Bilbao      |
| 3    | 20 kwi | Lana – Niederdorf                 | górski   | 154,6        | 2900 m             | Lennard Kämna      | Pello Bilbao      |
| 4    | 21 kwi | Niederdorf – Kals am Großglockner | górski   | 142,4        | 2400 m             | Miguel Ángel López | Pello Bilbao      |
| 5    | 22 kwi | Lienz – Lienz                     | górzysty | 115,9        | 2300 m             | Thibaut Pinot      | Romain Bardet     |

## Drużyny
| WorldTeams (10)- AG2R Citroën Team - Bora-Hansgrohe - Bahrain Victorious - EF Education-EasyPost - Groupama-FDJ - Ineos Grenadiers - Israel-Premier Tech - Movistar Team - Team DSM - Astana Qazaqstan Team ProTeams (7)- Bardiani-CSF-Faizanè - Caja Rural-Seguros RGA - Drone Hopper-Androni Giocattoli - Eolo-Kometa - Equipo Kern Pharma - Euskaltel-Euskadi - Uno-X Pro Cycling Team Continental team- Tirol-KTM Cycling Team |
| |

## Wyniki etapów

### Etap 1
| Cles - San Martino di Castrozza | górzysty | (160,9 km) |

| \| Klasyfikacja etapu \| Klasyfikacja etapu \| Klasyfikacja etapu \| Klasyfikacja etapu \| Klasyfikacja etapu \| \| Kolarz \| Kolarz \| Państwo \| Drużyna \| Czas \| \| ------------------ \| ------------------ \| ------------------ \| ------------------------------- \| ------------------ \| \| 1. \| Geoffrey Bouchard \| Francja \| AG2R Citroën Team \| 4h 12' 22" \| \| 2. \| Pello Bilbao \| Hiszpania \| Bahrain Victorious \| + 5" \| \| 3. \| Romain Bardet \| Francja \| Team DSM \| + 5" \| \| 4. \| Vincenzo Albanese \| Włochy \| Eolo-Kometa \| + 5" \| \| 5. \| Felix Gall \| Austria \| AG2R Citroën Team \| + 5" \| \| 6. \| Natnael Tesfatsion \| Erytrea \| Drone Hopper-Androni Giocattoli \| + 5" \| \| 7. \| Richie Porte \| Australia \| Ineos Grenadiers \| + 5" \| \| 8. \| Pawieł Siwakow \| Francja \| Ineos Grenadiers \| + 5" \| \| 9. \| Michael Storer \| Australia \| Groupama-FDJ \| + 5" \| \| 10. \| Jonathan Caicedo \| Ekwador \| EF Education-EasyPost \| + 5" \| |                    |           |                                 |            |
| |                    |           |                                 |            |
| Źródło: ProCyclingStats |                    |           |                                 |            |
| Klasyfikacja etapu |                    |           |                                 |            |
| Kolarz | Kolarz             | Państwo   | Drużyna                         | Czas       |
| 1. | Geoffrey Bouchard  | Francja   | AG2R Citroën Team               | 4h 12' 22" |
| 2. | Pello Bilbao       | Hiszpania | Bahrain Victorious              | + 5"       |
| 3. | Romain Bardet      | Francja   | Team DSM                        | + 5"       |
| 4. | Vincenzo Albanese  | Włochy    | Eolo-Kometa                     | + 5"       |
| 5. | Felix Gall         | Austria   | AG2R Citroën Team               | + 5"       |
| 6. | Natnael Tesfatsion | Erytrea   | Drone Hopper-Androni Giocattoli | + 5"       |
| 7. | Richie Porte       | Australia | Ineos Grenadiers                | + 5"       |
| 8. | Pawieł Siwakow     | Francja   | Ineos Grenadiers                | + 5"       |
| 9. | Michael Storer     | Australia | Groupama-FDJ                    | + 5"       |
| 10. | Jonathan Caicedo   | Ekwador   | EF Education-EasyPost           | + 5"       |

| \| Klasyfikacja generalna \| Klasyfikacja generalna \| Klasyfikacja generalna \| Klasyfikacja generalna \| Klasyfikacja generalna \| \| Kolarz \| Kolarz \| Państwo \| Drużyna \| Czas \| \| ---------------------- \| ---------------------- \| ---------------------- \| ------------------------------- \| ---------------------- \| \| 1. \| Geoffrey Bouchard \| Francja \| AG2R Citroën Team \| 4h 12' 12" \| \| 2. \| Pello Bilbao \| Hiszpania \| Bahrain Victorious \| + 9" \| \| 3. \| Romain Bardet \| Francja \| Team DSM \| + 11" \| \| 4. \| Vincenzo Albanese \| Włochy \| Eolo-Kometa \| + 15" \| \| 5. \| Felix Gall \| Austria \| AG2R Citroën Team \| + 15" \| \| 6. \| Natnael Tesfatsion \| Erytrea \| Drone Hopper-Androni Giocattoli \| + 15" \| \| 7. \| Richie Porte \| Australia \| Ineos Grenadiers \| + 15" \| \| 8. \| Pawieł Siwakow \| Francja \| Ineos Grenadiers \| + 15" \| \| 9. \| Michael Storer \| Australia \| Groupama-FDJ \| + 15" \| \| 10. \| Jonathan Caicedo \| Ekwador \| EF Education-EasyPost \| + 15" \| |                    |           |                                 |            |
| |                    |           |                                 |            |
| Źródło: ProCyclingStats |                    |           |                                 |            |
| Klasyfikacja generalna |                    |           |                                 |            |
| Kolarz | Kolarz             | Państwo   | Drużyna                         | Czas       |
| 1. | Geoffrey Bouchard  | Francja   | AG2R Citroën Team               | 4h 12' 12" |
| 2. | Pello Bilbao       | Hiszpania | Bahrain Victorious              | + 9"       |
| 3. | Romain Bardet      | Francja   | Team DSM                        | + 11"      |
| 4. | Vincenzo Albanese  | Włochy    | Eolo-Kometa                     | + 15"      |
| 5. | Felix Gall         | Austria   | AG2R Citroën Team               | + 15"      |
| 6. | Natnael Tesfatsion | Erytrea   | Drone Hopper-Androni Giocattoli | + 15"      |
| 7. | Richie Porte       | Australia | Ineos Grenadiers                | + 15"      |
| 8. | Pawieł Siwakow     | Francja   | Ineos Grenadiers                | + 15"      |
| 9. | Michael Storer     | Australia | Groupama-FDJ                    | + 15"      |
| 10. | Jonathan Caicedo   | Ekwador   | EF Education-EasyPost           | + 15"      |

### Etap 2
| San Martino di Castrozza - Lana | górski | (154,1 km) |

| \| Klasyfikacja etapu \| Klasyfikacja etapu \| Klasyfikacja etapu \| Klasyfikacja etapu \| Klasyfikacja etapu \| \| Kolarz \| Kolarz \| Państwo \| Drużyna \| Czas \| \| ------------------ \| ------------------ \| ------------------ \| --------------------- \| ------------------ \| \| 1. \| Pello Bilbao \| Hiszpania \| Bahrain Victorious \| 3h 56' 04" \| \| 2. \| Romain Bardet \| Francja \| Team DSM \| + 0" \| \| 3. \| Attila Valter \| Węgry \| Groupama-FDJ \| + 0" \| \| 4. \| Felix Gall \| Austria \| AG2R Citroën Team \| + 0" \| \| 5. \| Edward Dunbar \| Irlandia \| Ineos Grenadiers \| + 0" \| \| 6. \| Pawieł Siwakow \| Francja \| Ineos Grenadiers \| + 0" \| \| 7. \| Esteban Chaves \| Kolumbia \| EF Education-EasyPost \| + 0" \| \| 8. \| Mikel Landa \| Hiszpania \| Bahrain Victorious \| + 0" \| \| 9. \| Richie Porte \| Australia \| Ineos Grenadiers \| + 0" \| \| 10. \| Einer Rubio \| Kolumbia \| Movistar Team \| + 0" \| |                |           |                       |            |
| |                |           |                       |            |
| Źródło: ProCyclingStats |                |           |                       |            |
| Klasyfikacja etapu |                |           |                       |            |
| Kolarz | Kolarz         | Państwo   | Drużyna               | Czas       |
| 1. | Pello Bilbao   | Hiszpania | Bahrain Victorious    | 3h 56' 04" |
| 2. | Romain Bardet  | Francja   | Team DSM              | + 0"       |
| 3. | Attila Valter  | Węgry     | Groupama-FDJ          | + 0"       |
| 4. | Felix Gall     | Austria   | AG2R Citroën Team     | + 0"       |
| 5. | Edward Dunbar  | Irlandia  | Ineos Grenadiers      | + 0"       |
| 6. | Pawieł Siwakow | Francja   | Ineos Grenadiers      | + 0"       |
| 7. | Esteban Chaves | Kolumbia  | EF Education-EasyPost | + 0"       |
| 8. | Mikel Landa    | Hiszpania | Bahrain Victorious    | + 0"       |
| 9. | Richie Porte   | Australia | Ineos Grenadiers      | + 0"       |
| 10. | Einer Rubio    | Kolumbia  | Movistar Team         | + 0"       |

| \| Klasyfikacja generalna \| Klasyfikacja generalna \| Klasyfikacja generalna \| Klasyfikacja generalna \| Klasyfikacja generalna \| \| Kolarz \| Kolarz \| Państwo \| Drużyna \| Czas \| \| ---------------------- \| ---------------------- \| ---------------------- \| ---------------------- \| ---------------------- \| \| 1. \| Pello Bilbao \| Hiszpania \| Bahrain Victorious \| 8h 08' 15" \| \| 2. \| Romain Bardet \| Francja \| Team DSM \| + 6" \| \| 3. \| Attila Valter \| Węgry \| Groupama-FDJ \| + 12" \| \| 4. \| Felix Gall \| Austria \| AG2R Citroën Team \| + 16" \| \| 5. \| Pawieł Siwakow \| Francja \| Ineos Grenadiers \| + 16" \| \| 6. \| Richie Porte \| Australia \| Ineos Grenadiers \| + 16" \| \| 7. \| Esteban Chaves \| Kolumbia \| EF Education-EasyPost \| + 16" \| \| 8. \| Edward Dunbar \| Irlandia \| Ineos Grenadiers \| + 16" \| \| 9. \| Einer Rubio \| Kolumbia \| Movistar Team \| + 16" \| \| 10. \| Santiago Buitrago \| Kolumbia \| Bahrain Victorious \| + 16" \| |                   |           |                       |            |
| |                   |           |                       |            |
| Źródło: ProCyclingStats |                   |           |                       |            |
| Klasyfikacja generalna |                   |           |                       |            |
| Kolarz | Kolarz            | Państwo   | Drużyna               | Czas       |
| 1. | Pello Bilbao      | Hiszpania | Bahrain Victorious    | 8h 08' 15" |
| 2. | Romain Bardet     | Francja   | Team DSM              | + 6"       |
| 3. | Attila Valter     | Węgry     | Groupama-FDJ          | + 12"      |
| 4. | Felix Gall        | Austria   | AG2R Citroën Team     | + 16"      |
| 5. | Pawieł Siwakow    | Francja   | Ineos Grenadiers      | + 16"      |
| 6. | Richie Porte      | Australia | Ineos Grenadiers      | + 16"      |
| 7. | Esteban Chaves    | Kolumbia  | EF Education-EasyPost | + 16"      |
| 8. | Edward Dunbar     | Irlandia  | Ineos Grenadiers      | + 16"      |
| 9. | Einer Rubio       | Kolumbia  | Movistar Team         | + 16"      |
| 10. | Santiago Buitrago | Kolumbia  | Bahrain Victorious    | + 16"      |

### Etap 3
| Lana - Niederdorf | górski | (154,6 km) |

| \| Klasyfikacja etapu \| Klasyfikacja etapu \| Klasyfikacja etapu \| Klasyfikacja etapu \| Klasyfikacja etapu \| \| Kolarz \| Kolarz \| Państwo \| Drużyna \| Czas \| \| ------------------ \| ------------------ \| ------------------ \| ------------------------------- \| ------------------ \| \| 1. \| Lennard Kämna \| Niemcy \| Bora-Hansgrohe \| 4h 02' 56" \| \| 2. \| Andrey Amador \| Kostaryka \| Ineos Grenadiers \| + 3" \| \| 3. \| Jonathan Lastra \| Hiszpania \| Caja Rural-Seguros RGA \| + 4" \| \| 4. \| Natnael Tesfatsion \| Erytrea \| Drone Hopper-Androni Giocattoli \| + 4" \| \| 5. \| William Barta \| Stany Zjednoczone \| Movistar Team \| + 4" \| \| 6. \| James Piccoli \| Kanada \| Israel-Premier Tech \| + 4" \| \| 7. \| Wadim Pronski \| Kazachstan \| Astana Qazaqstan Team \| + 4" \| \| 8. \| Sean Quinn \| Stany Zjednoczone \| EF Education-EasyPost \| + 57" \| \| 9. \| Felix Gall \| Austria \| AG2R Citroën Team \| + 57" \| \| 10. \| Pawieł Siwakow \| Francja \| Ineos Grenadiers \| + 57" \| |                    |                   |                                 |            |
| |                    |                   |                                 |            |
| Źródło: ProCyclingStats |                    |                   |                                 |            |
| Klasyfikacja etapu |                    |                   |                                 |            |
| Kolarz | Kolarz             | Państwo           | Drużyna                         | Czas       |
| 1. | Lennard Kämna      | Niemcy            | Bora-Hansgrohe                  | 4h 02' 56" |
| 2. | Andrey Amador      | Kostaryka         | Ineos Grenadiers                | + 3"       |
| 3. | Jonathan Lastra    | Hiszpania         | Caja Rural-Seguros RGA          | + 4"       |
| 4. | Natnael Tesfatsion | Erytrea           | Drone Hopper-Androni Giocattoli | + 4"       |
| 5. | William Barta      | Stany Zjednoczone | Movistar Team                   | + 4"       |
| 6. | James Piccoli      | Kanada            | Israel-Premier Tech             | + 4"       |
| 7. | Wadim Pronski      | Kazachstan        | Astana Qazaqstan Team           | + 4"       |
| 8. | Sean Quinn         | Stany Zjednoczone | EF Education-EasyPost           | + 57"      |
| 9. | Felix Gall         | Austria           | AG2R Citroën Team               | + 57"      |
| 10. | Pawieł Siwakow     | Francja           | Ineos Grenadiers                | + 57"      |

| \| Klasyfikacja generalna \| Klasyfikacja generalna \| Klasyfikacja generalna \| Klasyfikacja generalna \| Klasyfikacja generalna \| \| Kolarz \| Kolarz \| Państwo \| Drużyna \| Czas \| \| ---------------------- \| ---------------------- \| ---------------------- \| ---------------------- \| ---------------------- \| \| 1. \| Pello Bilbao \| Hiszpania \| Bahrain Victorious \| 12h 12' 08" \| \| 2. \| Romain Bardet \| Francja \| Team DSM \| + 6" \| \| 3. \| Attila Valter \| Węgry \| Groupama-FDJ \| + 12" \| \| 4. \| Felix Gall \| Austria \| AG2R Citroën Team \| + 16" \| \| 5. \| Pawieł Siwakow \| Francja \| Ineos Grenadiers \| + 16" \| \| 6. \| Einer Rubio \| Kolumbia \| Movistar Team \| + 16" \| \| 7. \| Edward Dunbar \| Irlandia \| Ineos Grenadiers \| + 16" \| \| 8. \| Thymen Arensman \| Holandia \| Team DSM \| + 16" \| \| 9. \| Esteban Chaves \| Kolumbia \| EF Education-EasyPost \| + 16" \| \| 10. \| Richie Porte \| Australia \| Ineos Grenadiers \| + 16" \| |                 |           |                       |             |
| |                 |           |                       |             |
| Źródło: ProCyclingStats |                 |           |                       |             |
| Klasyfikacja generalna |                 |           |                       |             |
| Kolarz | Kolarz          | Państwo   | Drużyna               | Czas        |
| 1. | Pello Bilbao    | Hiszpania | Bahrain Victorious    | 12h 12' 08" |
| 2. | Romain Bardet   | Francja   | Team DSM              | + 6"        |
| 3. | Attila Valter   | Węgry     | Groupama-FDJ          | + 12"       |
| 4. | Felix Gall      | Austria   | AG2R Citroën Team     | + 16"       |
| 5. | Pawieł Siwakow  | Francja   | Ineos Grenadiers      | + 16"       |
| 6. | Einer Rubio     | Kolumbia  | Movistar Team         | + 16"       |
| 7. | Edward Dunbar   | Irlandia  | Ineos Grenadiers      | + 16"       |
| 8. | Thymen Arensman | Holandia  | Team DSM              | + 16"       |
| 9. | Esteban Chaves  | Kolumbia  | EF Education-EasyPost | + 16"       |
| 10. | Richie Porte    | Australia | Ineos Grenadiers      | + 16"       |

### Etap 4
| Niederdorf - Kals am Großglockner | górski | (142,4 km) |

| \| Klasyfikacja etapu \| Klasyfikacja etapu \| Klasyfikacja etapu \| Klasyfikacja etapu \| Klasyfikacja etapu \| \| Kolarz \| Kolarz \| Państwo \| Drużyna \| Czas \| \| ------------------ \| ------------------ \| ------------------ \| --------------------- \| ------------------ \| \| 1. \| Miguel Ángel López \| Kolumbia \| Astana Qazaqstan Team \| 3h 29' 04" \| \| 2. \| Thibaut Pinot \| Francja \| Groupama-FDJ \| + 7" \| \| 3. \| Romain Bardet \| Francja \| Team DSM \| + 15" \| \| 4. \| Pello Bilbao \| Hiszpania \| Bahrain Victorious \| + 15" \| \| 5. \| Felix Gall \| Austria \| AG2R Citroën Team \| + 15" \| \| 6. \| Sean Quinn \| Stany Zjednoczone \| EF Education-EasyPost \| + 15" \| \| 7. \| Santiago Buitrago \| Kolumbia \| Bahrain Victorious \| + 15" \| \| 8. \| Mikel Landa \| Hiszpania \| Bahrain Victorious \| + 15" \| \| 9. \| Thymen Arensman \| Holandia \| Team DSM \| + 15" \| \| 10. \| Attila Valter \| Węgry \| Groupama-FDJ \| + 15" \| |                    |                   |                       |            |
| |                    |                   |                       |            |
| Źródło: ProCyclingStats |                    |                   |                       |            |
| Klasyfikacja etapu |                    |                   |                       |            |
| Kolarz | Kolarz             | Państwo           | Drużyna               | Czas       |
| 1. | Miguel Ángel López | Kolumbia          | Astana Qazaqstan Team | 3h 29' 04" |
| 2. | Thibaut Pinot      | Francja           | Groupama-FDJ          | + 7"       |
| 3. | Romain Bardet      | Francja           | Team DSM              | + 15"      |
| 4. | Pello Bilbao       | Hiszpania         | Bahrain Victorious    | + 15"      |
| 5. | Felix Gall         | Austria           | AG2R Citroën Team     | + 15"      |
| 6. | Sean Quinn         | Stany Zjednoczone | EF Education-EasyPost | + 15"      |
| 7. | Santiago Buitrago  | Kolumbia          | Bahrain Victorious    | + 15"      |
| 8. | Mikel Landa        | Hiszpania         | Bahrain Victorious    | + 15"      |
| 9. | Thymen Arensman    | Holandia          | Team DSM              | + 15"      |
| 10. | Attila Valter      | Węgry             | Groupama-FDJ          | + 15"      |

| \| Klasyfikacja generalna \| Klasyfikacja generalna \| Klasyfikacja generalna \| Klasyfikacja generalna \| Klasyfikacja generalna \| \| Kolarz \| Kolarz \| Państwo \| Drużyna \| Czas \| \| ---------------------- \| ---------------------- \| ---------------------- \| ---------------------- \| ---------------------- \| \| 1. \| Pello Bilbao \| Hiszpania \| Bahrain Victorious \| 15h 41' 27" \| \| 2. \| Romain Bardet \| Francja \| Team DSM \| + 2" \| \| 3. \| Attila Valter \| Węgry \| Groupama-FDJ \| + 12" \| \| 4. \| Felix Gall \| Austria \| AG2R Citroën Team \| + 16" \| \| 5. \| Pawieł Siwakow \| Francja \| Ineos Grenadiers \| + 16" \| \| 6. \| Einer Rubio \| Kolumbia \| Movistar Team \| + 16" \| \| 7. \| Thymen Arensman \| Holandia \| Team DSM \| + 16" \| \| 8. \| Santiago Buitrago \| Kolumbia \| Bahrain Victorious \| + 16" \| \| 9. \| Richie Porte \| Australia \| Ineos Grenadiers \| + 16" \| \| 10. \| Michael Storer \| Australia \| Groupama-FDJ \| + 16" \| |                   |           |                    |             |
| |                   |           |                    |             |
| Źródło: ProCyclingStats |                   |           |                    |             |
| Klasyfikacja generalna |                   |           |                    |             |
| Kolarz | Kolarz            | Państwo   | Drużyna            | Czas        |
| 1. | Pello Bilbao      | Hiszpania | Bahrain Victorious | 15h 41' 27" |
| 2. | Romain Bardet     | Francja   | Team DSM           | + 2"        |
| 3. | Attila Valter     | Węgry     | Groupama-FDJ       | + 12"       |
| 4. | Felix Gall        | Austria   | AG2R Citroën Team  | + 16"       |
| 5. | Pawieł Siwakow    | Francja   | Ineos Grenadiers   | + 16"       |
| 6. | Einer Rubio       | Kolumbia  | Movistar Team      | + 16"       |
| 7. | Thymen Arensman   | Holandia  | Team DSM           | + 16"       |
| 8. | Santiago Buitrago | Kolumbia  | Bahrain Victorious | + 16"       |
| 9. | Richie Porte      | Australia | Ineos Grenadiers   | + 16"       |
| 10. | Michael Storer    | Australia | Groupama-FDJ       | + 16"       |

### Etap 5
| Lienz - Lienz | górzysty | (115,9 km) |

| \| Klasyfikacja etapu \| Klasyfikacja etapu \| Klasyfikacja etapu \| Klasyfikacja etapu \| Klasyfikacja etapu \| \| Kolarz \| Kolarz \| Państwo \| Drużyna \| Czas \| \| ------------------ \| ------------------ \| ------------------ \| ---------------------- \| ------------------ \| \| 1. \| Thibaut Pinot \| Francja \| Groupama-FDJ \| 3h 09' 24" \| \| 2. \| David de la Cruz \| Hiszpania \| Astana Qazaqstan Team \| + 7" \| \| 3. \| Lennard Kämna \| Niemcy \| Bora-Hansgrohe \| + 1' 46" \| \| 4. \| Igor Arrieta \| Hiszpania \| Equipo Kern Pharma \| + 2' 43" \| \| 5. \| Torstein Træen \| Norwegia \| Uno-X Pro Cycling Team \| + 3' 26" \| \| 6. \| Andrey Amador \| Kostaryka \| Ineos Grenadiers \| + 8' 09" \| \| 7. \| Michael Storer \| Australia \| Groupama-FDJ \| + 8' 36" \| \| 8. \| Romain Bardet \| Francja \| Team DSM \| + 8' 36" \| \| 9. \| Thymen Arensman \| Holandia \| Team DSM \| + 8' 38" \| \| 10. \| Attila Valter \| Węgry \| Groupama-FDJ \| + 9' 15" \| |                  |           |                        |            |
| |                  |           |                        |            |
| Źródło: ProCyclingStats |                  |           |                        |            |
| Klasyfikacja etapu |                  |           |                        |            |
| Kolarz | Kolarz           | Państwo   | Drużyna                | Czas       |
| 1. | Thibaut Pinot    | Francja   | Groupama-FDJ           | 3h 09' 24" |
| 2. | David de la Cruz | Hiszpania | Astana Qazaqstan Team  | + 7"       |
| 3. | Lennard Kämna    | Niemcy    | Bora-Hansgrohe         | + 1' 46"   |
| 4. | Igor Arrieta     | Hiszpania | Equipo Kern Pharma     | + 2' 43"   |
| 5. | Torstein Træen   | Norwegia  | Uno-X Pro Cycling Team | + 3' 26"   |
| 6. | Andrey Amador    | Kostaryka | Ineos Grenadiers       | + 8' 09"   |
| 7. | Michael Storer   | Australia | Groupama-FDJ           | + 8' 36"   |
| 8. | Romain Bardet    | Francja   | Team DSM               | + 8' 36"   |
| 9. | Thymen Arensman  | Holandia  | Team DSM               | + 8' 38"   |
| 10. | Attila Valter    | Węgry     | Groupama-FDJ           | + 9' 15"   |

## Klasyfikacje

### Klasyfikacja generalna
| \| Klasyfikacja generalna \| Klasyfikacja generalna \| Klasyfikacja generalna \| Klasyfikacja generalna \| Klasyfikacja generalna \| \| Kolarz \| Kolarz \| Państwo \| Drużyna \| Czas \| \| ---------------------- \| ---------------------- \| ---------------------- \| ---------------------- \| ---------------------- \| \| 1. \| Romain Bardet \| Francja \| Team DSM \| 18h 59' 29" \| \| 2. \| Michael Storer \| Australia \| Groupama-FDJ \| + 14" \| \| 3. \| Thymen Arensman \| Holandia \| Team DSM \| + 16" \| \| 4. \| Pello Bilbao \| Hiszpania \| Bahrain Victorious \| + 37" \| \| 5. \| Attila Valter \| Węgry \| Groupama-FDJ \| + 49" \| \| 6. \| Felix Gall \| Austria \| AG2R Citroën Team \| + 53" \| \| 7. \| Richie Porte \| Australia \| Ineos Grenadiers \| + 1' 00" \| \| 8. \| Santiago Buitrago \| Kolumbia \| Bahrain Victorious \| + 1' 57" \| \| 9. \| Hugh Carthy \| Wielka Brytania \| EF Education-EasyPost \| + 2' 08" \| \| 10. \| Pawieł Siwakow \| Francja \| Ineos Grenadiers \| + 2' 13" \| |                   |                 |                       |             |
| |                   |                 |                       |             |
| Źródło: ProCyclingStats |                   |                 |                       |             |
| Klasyfikacja generalna |                   |                 |                       |             |
| Kolarz | Kolarz            | Państwo         | Drużyna               | Czas        |
| 1. | Romain Bardet     | Francja         | Team DSM              | 18h 59' 29" |
| 2. | Michael Storer    | Australia       | Groupama-FDJ          | + 14"       |
| 3. | Thymen Arensman   | Holandia        | Team DSM              | + 16"       |
| 4. | Pello Bilbao      | Hiszpania       | Bahrain Victorious    | + 37"       |
| 5. | Attila Valter     | Węgry           | Groupama-FDJ          | + 49"       |
| 6. | Felix Gall        | Austria         | AG2R Citroën Team     | + 53"       |
| 7. | Richie Porte      | Australia       | Ineos Grenadiers      | + 1' 00"    |
| 8. | Santiago Buitrago | Kolumbia        | Bahrain Victorious    | + 1' 57"    |
| 9. | Hugh Carthy       | Wielka Brytania | EF Education-EasyPost | + 2' 08"    |
| 10. | Pawieł Siwakow    | Francja         | Ineos Grenadiers      | + 2' 13"    |

| Klasyfikacja górska | Klasyfikacja górska | Klasyfikacja górska | Klasyfikacja górska    | Klasyfikacja górska |
| Kolarz              | Kolarz              | Państwo             | Drużyna                | Punkty              |
| ------------------- | ------------------- | ------------------- | ---------------------- | ------------------- |
| 1.                  | Torstein Træen      | Norwegia            | Uno-X Pro Cycling Team | 20 pkt              |
| 2.                  | David de la Cruz    | Hiszpania           | Astana Qazaqstan Team  | 16 pkt              |
| 3.                  | Geoffrey Bouchard   | Francja             | AG2R Citroën Team      | 15 pkt              |
| 4.                  | Pawieł Siwakow      | Francja             | Ineos Grenadiers       | 12 pkt              |
| 5.                  | Thibaut Pinot       | Francja             | Groupama-FDJ           | 10 pkt              |
| 6.                  | Lennard Kämna       | Niemcy              | Bora-Hansgrohe         | 10 pkt              |
| 7.                  | James Piccoli       | Kanada              | Israel-Premier Tech    | 10 pkt              |
| 8.                  | Unai Iribar         | Hiszpania           | Euskaltel-Euskadi      | 9 pkt               |
| 9.                  | Miguel Ángel López  | Kolumbia            | Astana Qazaqstan Team  | 8 pkt               |
| 10.                 | Thymen Arensman     | Holandia            | Team DSM               | 8 pkt               |

| Klasyfikacja górska | Klasyfikacja górska | Klasyfikacja górska | Klasyfikacja górska    | Klasyfikacja górska |
| Kolarz              | Kolarz              | Państwo             | Drużyna                | Punkty              |
| ------------------- | ------------------- | ------------------- | ---------------------- | ------------------- |
| 1.                  | Torstein Træen      | Norwegia            | Uno-X Pro Cycling Team | 20 pkt              |
| 2.                  | David de la Cruz    | Hiszpania           | Astana Qazaqstan Team  | 16 pkt              |
| 3.                  | Geoffrey Bouchard   | Francja             | AG2R Citroën Team      | 15 pkt              |
| 4.                  | Pawieł Siwakow      | Francja             | Ineos Grenadiers       | 12 pkt              |
| 5.                  | Thibaut Pinot       | Francja             | Groupama-FDJ           | 10 pkt              |
| 6.                  | Lennard Kämna       | Niemcy              | Bora-Hansgrohe         | 10 pkt              |
| 7.                  | James Piccoli       | Kanada              | Israel-Premier Tech    | 10 pkt              |
| 8.                  | Unai Iribar         | Hiszpania           | Euskaltel-Euskadi      | 9 pkt               |
| 9.                  | Miguel Ángel López  | Kolumbia            | Astana Qazaqstan Team  | 8 pkt               |
| 10.                 | Thymen Arensman     | Holandia            | Team DSM               | 8 pkt               |

| Klasyfikacja sprinterska | Klasyfikacja sprinterska | Klasyfikacja sprinterska | Klasyfikacja sprinterska        | Klasyfikacja sprinterska |
| Kolarz                   | Kolarz                   | Państwo                  | Drużyna                         | Punkty                   |
| ------------------------ | ------------------------ | ------------------------ | ------------------------------- | ------------------------ |
| 1.                       | Thibaut Pinot            | Francja                  | Groupama-FDJ                    | 10 pkt                   |
| 2.                       | Miguel Ángel López       | Kolumbia                 | Astana Qazaqstan Team           | 6 pkt                    |
| 3.                       | David de la Cruz         | Hiszpania                | Astana Qazaqstan Team           | 6 pkt                    |
| 4.                       | Anton Palzer             | Niemcy                   | Bora-Hansgrohe                  | 6 pkt                    |
| 5.                       | Chris Hamilton           | Australia                | Team DSM                        | 4 pkt                    |
| 6.                       | Nicolas Prodhomme        | Francja                  | AG2R Citroën Team               | 4 pkt                    |
| 7.                       | Wadim Pronski            | Kazachstan               | Astana Qazaqstan Team           | 4 pkt                    |
| 8.                       | Cian Uijtdebroeks        | Belgia                   | Bora-Hansgrohe                  | 2 pkt                    |
| 9.                       | Natnael Tesfatsion       | Erytrea                  | Drone Hopper-Androni Giocattoli | 2 pkt                    |
| 10.                      | Andrey Amador            | Kostaryka                | Ineos Grenadiers                | 2 pkt                    |

| Klasyfikacja sprinterska | Klasyfikacja sprinterska | Klasyfikacja sprinterska | Klasyfikacja sprinterska        | Klasyfikacja sprinterska |
| Kolarz                   | Kolarz                   | Państwo                  | Drużyna                         | Punkty                   |
| ------------------------ | ------------------------ | ------------------------ | ------------------------------- | ------------------------ |
| 1.                       | Thibaut Pinot            | Francja                  | Groupama-FDJ                    | 10 pkt                   |
| 2.                       | Miguel Ángel López       | Kolumbia                 | Astana Qazaqstan Team           | 6 pkt                    |
| 3.                       | David de la Cruz         | Hiszpania                | Astana Qazaqstan Team           | 6 pkt                    |
| 4.                       | Anton Palzer             | Niemcy                   | Bora-Hansgrohe                  | 6 pkt                    |
| 5.                       | Chris Hamilton           | Australia                | Team DSM                        | 4 pkt                    |
| 6.                       | Nicolas Prodhomme        | Francja                  | AG2R Citroën Team               | 4 pkt                    |
| 7.                       | Wadim Pronski            | Kazachstan               | Astana Qazaqstan Team           | 4 pkt                    |
| 8.                       | Cian Uijtdebroeks        | Belgia                   | Bora-Hansgrohe                  | 2 pkt                    |
| 9.                       | Natnael Tesfatsion       | Erytrea                  | Drone Hopper-Androni Giocattoli | 2 pkt                    |
| 10.                      | Andrey Amador            | Kostaryka                | Ineos Grenadiers                | 2 pkt                    |

| Klasyfikacja młodzieżowa | Klasyfikacja młodzieżowa | Klasyfikacja młodzieżowa | Klasyfikacja młodzieżowa        | Klasyfikacja młodzieżowa |
| Kolarz                   | Kolarz                   | Państwo                  | Drużyna                         | Czas                     |
| ------------------------ | ------------------------ | ------------------------ | ------------------------------- | ------------------------ |
| 1.                       | Thymen Arensman          | Holandia                 | Team DSM                        | 18h 59' 45"              |
| 2.                       | Santiago Buitrago        | Kolumbia                 | Bahrain Victorious              | + 1' 41"                 |
| 3.                       | Lenny Martinez           | Francja                  | Groupama-FDJ                    | + 2' 58"                 |
| 4.                       | Sean Quinn               | Stany Zjednoczone        | EF Education-EasyPost           | + 3' 00"                 |
| 5.                       | Cian Uijtdebroeks        | Belgia                   | Bora-Hansgrohe                  | + 3' 00"                 |
| 6.                       | Natnael Tesfatsion       | Erytrea                  | Drone Hopper-Androni Giocattoli | + 7' 57"                 |
| 7.                       | Florian Lipowitz         | Niemcy                   | Tirol KTM Cycling Team          | + 13' 40"                |
| 8.                       | Magnus Kulset            | Norwegia                 | Uno-X Pro Cycling Team          | + 16' 11"                |
| 9.                       | Abner González           | Portoryko                | Movistar Team                   | + 17' 12"                |
| 10.                      | Reuben Thompson          | Nowa Zelandia            | Groupama-FDJ                    | + 18' 31"                |

| Klasyfikacja młodzieżowa | Klasyfikacja młodzieżowa | Klasyfikacja młodzieżowa | Klasyfikacja młodzieżowa        | Klasyfikacja młodzieżowa |
| Kolarz                   | Kolarz                   | Państwo                  | Drużyna                         | Czas                     |
| ------------------------ | ------------------------ | ------------------------ | ------------------------------- | ------------------------ |
| 1.                       | Thymen Arensman          | Holandia                 | Team DSM                        | 18h 59' 45"              |
| 2.                       | Santiago Buitrago        | Kolumbia                 | Bahrain Victorious              | + 1' 41"                 |
| 3.                       | Lenny Martinez           | Francja                  | Groupama-FDJ                    | + 2' 58"                 |
| 4.                       | Sean Quinn               | Stany Zjednoczone        | EF Education-EasyPost           | + 3' 00"                 |
| 5.                       | Cian Uijtdebroeks        | Belgia                   | Bora-Hansgrohe                  | + 3' 00"                 |
| 6.                       | Natnael Tesfatsion       | Erytrea                  | Drone Hopper-Androni Giocattoli | + 7' 57"                 |
| 7.                       | Florian Lipowitz         | Niemcy                   | Tirol KTM Cycling Team          | + 13' 40"                |
| 8.                       | Magnus Kulset            | Norwegia                 | Uno-X Pro Cycling Team          | + 16' 11"                |
| 9.                       | Abner González           | Portoryko                | Movistar Team                   | + 17' 12"                |
| 10.                      | Reuben Thompson          | Nowa Zelandia            | Groupama-FDJ                    | + 18' 31"                |

| Klasyfikacja drużynowa | Klasyfikacja drużynowa | Klasyfikacja drużynowa | Klasyfikacja drużynowa |
| Drużyna                | Drużyna                | Państwo                | Czas                   |
| ---------------------- | ---------------------- | ---------------------- | ---------------------- |
| 1.                     | Groupama-FDJ           | Francja                | 56h 51' 08"            |
| 2.                     | Ineos Grenadiers       | Wielka Brytania        | + 10' 04"              |
| 3.                     | Bahrain Victorious     | Bahrajn                | + 12' 05"              |
| 4.                     | EF Education-EasyPost  | Stany Zjednoczone      | + 17' 50"              |
| 5.                     | Team DSM               | Holandia               | + 19' 04"              |
| 6.                     | Astana Qazaqstan Team  | Kazachstan             | + 24' 30"              |
| 7.                     | Movistar Team          | Hiszpania              | + 32' 24"              |
| 8.                     | AG2R Citroën Team      | Francja                | + 38' 25"              |
| 9.                     | Bora-Hansgrohe         | Niemcy                 | + 45' 10"              |
| 10.                    | Euskaltel-Euskadi      | Hiszpania              | + 1h 00' 19"           |

| Klasyfikacja drużynowa | Klasyfikacja drużynowa | Klasyfikacja drużynowa | Klasyfikacja drużynowa |
| Drużyna                | Drużyna                | Państwo                | Czas                   |
| ---------------------- | ---------------------- | ---------------------- | ---------------------- |
| 1.                     | Groupama-FDJ           | Francja                | 56h 51' 08"            |
| 2.                     | Ineos Grenadiers       | Wielka Brytania        | + 10' 04"              |
| 3.                     | Bahrain Victorious     | Bahrajn                | + 12' 05"              |
| 4.                     | EF Education-EasyPost  | Stany Zjednoczone      | + 17' 50"              |
| 5.                     | Team DSM               | Holandia               | + 19' 04"              |
| 6.                     | Astana Qazaqstan Team  | Kazachstan             | + 24' 30"              |
| 7.                     | Movistar Team          | Hiszpania              | + 32' 24"              |
| 8.                     | AG2R Citroën Team      | Francja                | + 38' 25"              |
| 9.                     | Bora-Hansgrohe         | Niemcy                 | + 45' 10"              |
| 10.                    | Euskaltel-Euskadi      | Hiszpania              | + 1h 00' 19"           |

### Liderzy klasyfikacji
| Etap   |          | Pierwsze miejsce _ | Klasyfikacja generalna | Górska            | Sprinterska        | Młodzieżowa        | Drużynowa _       |
| ------ | -------- | ------------------ | ---------------------- | ----------------- | ------------------ | ------------------ | ----------------- |
| 1      | górzysty | Geoffrey Bouchard  | Geoffrey Bouchard      | Geoffrey Bouchard | Emanuel Zangerle   | Natnael Tesfatsion | AG2R Citroën Team |
| 2      | górski   | Pello Bilbao       | Pello Bilbao           | Pawieł Siwakow    | Miguel Ángel López | Santiago Buitrago  | Ineos Grenadiers  |
| 3      | górski   | Lennard Kämna      | Pello Bilbao           | Pawieł Siwakow    | Miguel Ángel López | Thymen Arensman    | Ineos Grenadiers  |
| 4      | górski   | Miguel Ángel López | Pello Bilbao           | Geoffrey Bouchard | Miguel Ángel López | Thymen Arensman    | Ineos Grenadiers  |
| 5      | górzysty | Thibaut Pinot      | Romain Bardet          | Torstein Træen    | Thibaut Pinot      | Thymen Arensman    | Groupama-FDJ      |
| Koniec | Koniec   |                    | Romain Bardet          | Torstein Træen    | Thibaut Pinot      | Thymen Arensman    | Groupama-FDJ      |